# Oricon
Oricon（日语： Orikon */?）是以提供音樂排行榜等娛樂資訊服務為主要業務的日本企業，其名稱來自英文（絕對的信賴）的縮寫，也因此該公司的主要業務——影音產品銷售排行榜在中文社群被稱為「公信榜」。現任代表取締役社長（總經理）為小池恒，是公司創辦者小池聰行的長子。
該公司公佈的Oricon公信榜，是日本現時最具知名度及公信力的音樂排行榜。銷量榜共提供每天、每星期、每月等不同計算方法的銷量榜，也提供諸如流行曲、演歌、西洋音樂等不同的音樂類型的排行榜，甚至更會公佈DVD及電視遊戲等的銷量榜，以及由觀眾的電視廣告好感度等。除此之外其透過子公司Oricon ME出版雜誌。

## 沿革
- 1999年10月 - Oricon株式會社（現Oricon娛樂株式會社）中的音樂資料庫・手機鈴聲部門從母公司分離，以Oricon直營數碼株式會社（株式会社おりこんダイレクトデジタル）名字成立新公司。
- 2000年11月 - 在大阪證券交易所Nasdaq Japan市場（現hercules市場）上市。
- 2001年6月 - 公司名稱更改為Oricon全球娛樂株式會社（オリコン・グローバルエンタテインメント株式会社），Oricon株式會社改屬旗下。
- 2002年4月 - 手機鈴聲業務再次交與Oricon株式會社，同時從Oricon株式會社接收排行榜業務。
- 2002年7月 - 公司更改為現時名稱。
- 2005年10月 - 把音樂資料庫業務以Oricon市場推廣株式會社名字分拆，使Oricon株式會社成為持股公司。
- 2015年10月 - 將子公司Oricon娛樂（日语：オリコン・エンタテインメント）併入。

## 刑事訴訟案件
由Infobahn發行的月刊《才藏》，在2006年的4月號中，揭載了一段由音樂記者烏賀陽弘道從《才藏》編輯部撥打到Oricon來進行的電話採訪，質疑Oricon銷量榜的公信力的發言。Oricon以該段發言毫無根據使其名譽受損，在2006年11月17日向東京地方法院提出民事訴訟，但並非向出版社、執筆者及編輯，而只是向當時進行電話採訪的烏賀陽個人要求5000萬日圓的損害賠償。對於這次訴訟，Oricon普遍受到坊間指責，指他們如之前武富士一樣，封殺言論自由。而Oricon也承認他們當初決定要提出高額索償的訴訟，是為了要發揮自己的影響力。案件原定於2007年1月9日早上10時開始，在東京地方法院第12部第709號法庭作第一次口頭辯論，但基於烏賀陽方面的要求而押後至2月13日的下午1時10分，烏賀陽並申請作大約5分鐘左右的口頭陳述。

## 外部連結
- Oricon公司網站（页面存档备份，存于） （日語）
- ORICON NEWS（页面存档备份，存于） - Oricon旗下娛樂資訊入口網站 （日語）
- ORICON BiZ online（页面存档备份，存于） - Oricon旗下娛樂營銷服務網站 （日語）
- ORICON NEWS的X（前Twitter）
- ORICON NEWS的Facebook專頁
- ORICON NEWS的Instagram帳戶
- YouTube上的oricon頻道